# Neobrittonia acerifolia
Neobrittonia acerifolia är en malvaväxtart som först beskrevs av George Don jr, och fick sitt nu gällande namn av Hochreutiner. Neobrittonia acerifolia ingår i släktet Neobrittonia och familjen malvaväxter. Inga underarter finns listade i Catalogue of Life.